# Maloca (casa)

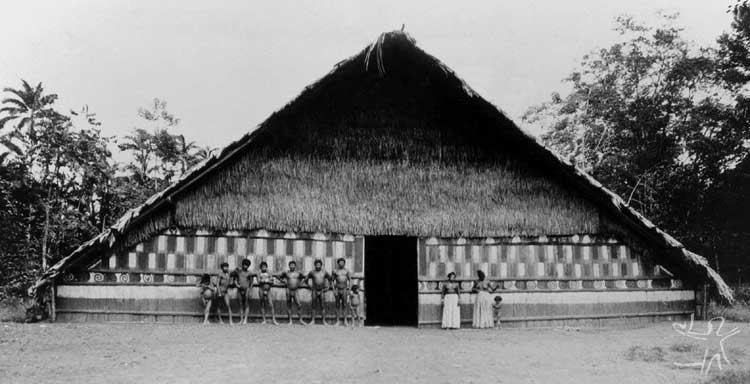
Maloca del poble tucà, de l'Amazònia al voltant de la frontera colombobrasilera

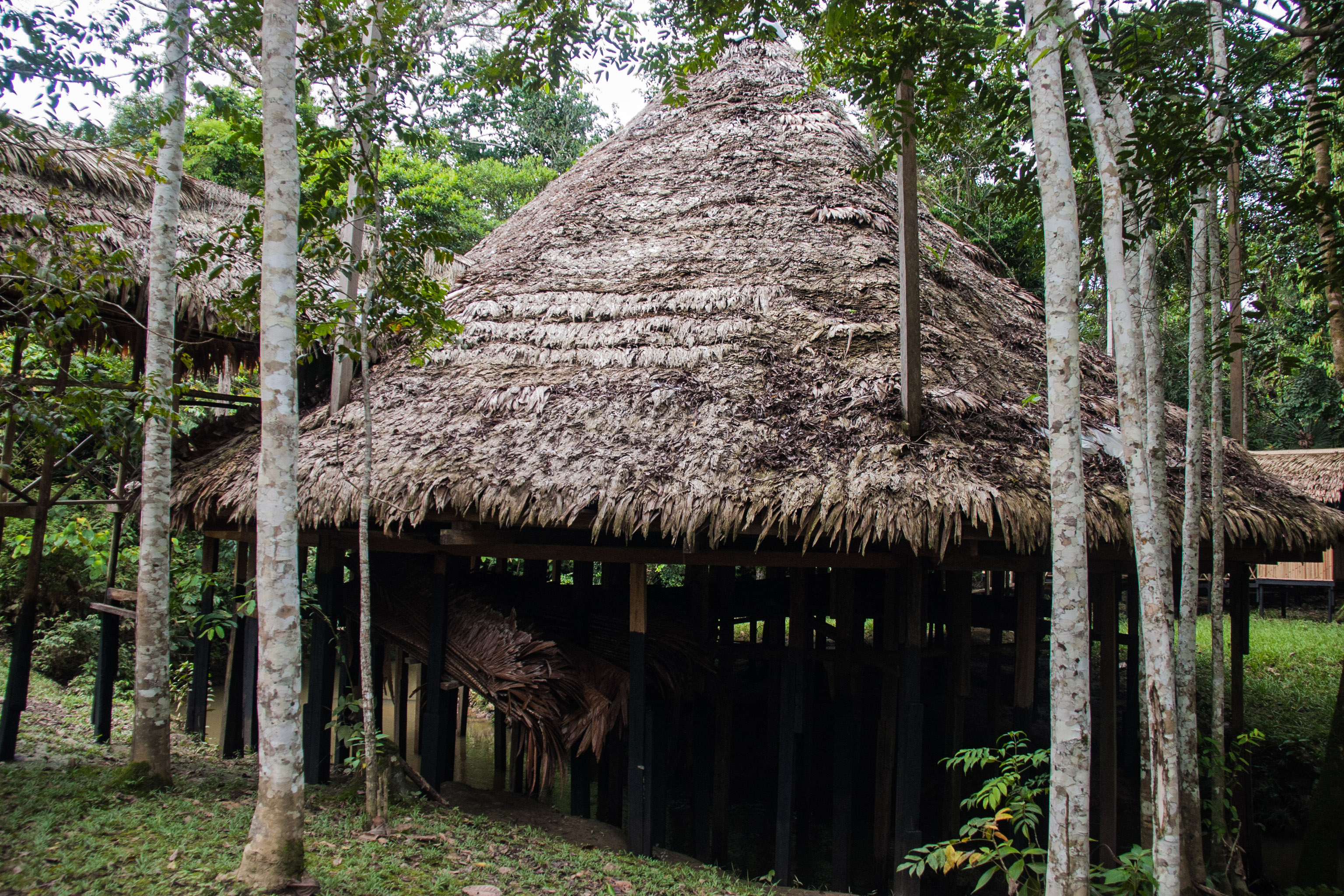
Maloca a Iquitos, Perú

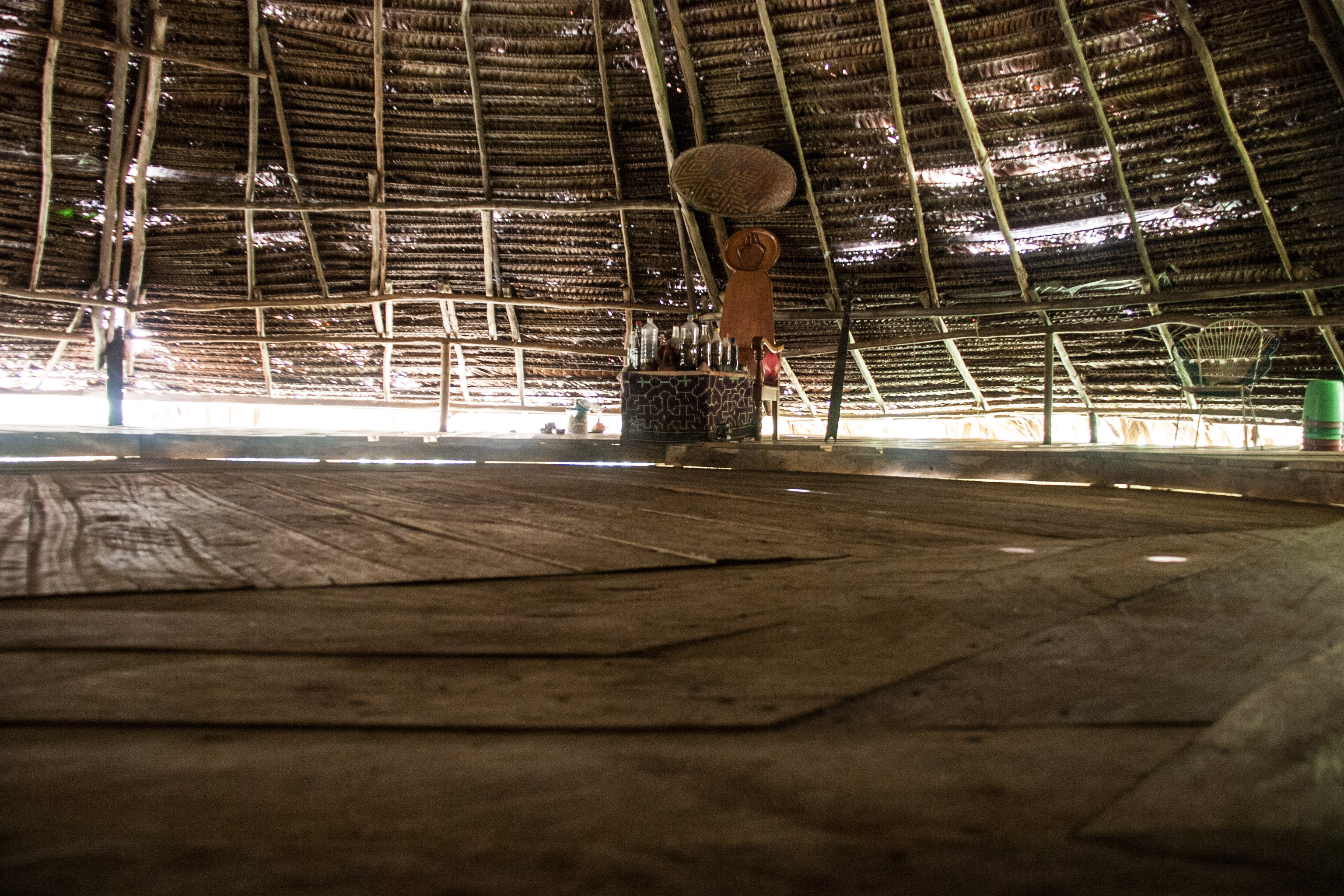
Interior d'una maloca d'Iquitos. En general, la forma n'és circular o ovoide. Se sosté amb pals i el sostre es fa amb fulles entreteixides

Una maloca és un edifici tradicional d'ús familiar i comunal, utilitzada pels pobles indígenes a les zones amazòniques de Brasil, Colòmbia, Equador i el Perú. També s'empra el terme per a l'arquitectura vernacla dels tupí-guaranís de l'Argentina, Bolívia, Brasil i Paraguai.
La forma de la planta pot ser circular, rectangular o ovoide. Se sosté amb pals i el sostre és fet amb fulles entreteixides. Les malocas poden ser utilitzades com a habitatge, però també n'hi ha dedicades a complir només funcions socials i rituals.